# ميرتشيشت
ميرتشيشت هي قرية تقع في إقليم ياش في رومانيا وبلغ عدد سكانها 6,849 نسمة في عام 2002م.